# Губернатор Магаданской области
Губерна́тор Магада́нской о́бласти — высшее должностное лицо Магаданской области и руководитель высшего органа исполнительной власти области — правительства Магаданской области.

## Порядок избрания
Губернатор Магаданской области избирается гражданами Российской Федерации, проживающими на территории Магаданской области и обладающими в соответствии с Федеральным законом «Об основных гарантиях избирательных прав и права на участие в референдуме граждан Российской Федерации» активным избирательным правом, на основе всеобщего равного и прямого избирательного права при тайном голосовании.
Губернатором Магаданской области может быть избран гражданин Российской Федерации, обладающий в соответствии с Конституцией Российской Федерации, Федеральным законом «Об основных гарантиях избирательных прав и права на участие в референдуме граждан Российской Федерации» пассивным избирательным правом, не имеющий гражданства иностранного государства либо вида на жительство или иного документа, подтверждающего право на постоянное проживание гражданина Российской Федерации на территории иностранного государства, и достигший на день голосования возраста 30 лет.
Губернатор Магаданской области избирается сроком на пять лет и не может занимать данную должность более двух сроков подряд.

## Полномочия
В соответствии со статьёй 62 Устава Магаданской области, губернатор имеет следующие полномочия и обязанности:
- губернатор Магаданской области в установленном порядке принимает меры по защите прав и свобод человека и гражданина в пределах своих полномочий, обеспечивает согласованное функционирование и взаимодействие исполнительных органов государственной власти Магаданской области;
- губернатор Магаданской области определяет основные направления государственной политики Магаданской области, обеспечивает координацию деятельности органов исполнительной власти Магаданской области с Магаданской областной Думой, органами государственной власти других субъектов Российской Федерации и в соответствии с законодательством Российской Федерации может организовывать взаимодействие органов исполнительной власти Магаданской области с федеральными органами исполнительной власти и их территориальными органами, органами местного самоуправления и общественными объединениями;
- губернатор Магаданской области представляет Магаданскую область в отношениях с федеральными органами государственной власти, органами государственной власти субъектов Российской Федерации, органами местного самоуправления и при осуществлении внешнеэкономических связей.

В соответствии со статьёй 10 закона Магаданской области «О губернаторе Магаданской области и Правительстве Магаданской области», также Губернатор имеет следующие полномочия:
- представляет Магаданскую область в отношениях с федеральными органами государственной власти, органами государственной власти субъектов Российской Федерации, органами местного самоуправления и при осуществлении внешнеэкономических связей, при этом вправе подписывать договоры и соглашения от имени Магаданской области;
- организует взаимодействие Правительства Магаданской области, органов исполнительной власти Магаданской области с федеральными органами исполнительной власти и их территориальными органами, Магаданской областной Думой, а также органами местного самоуправления и общественными объединениями;
- обнародует законы Магаданской области, удостоверяя их обнародование путем подписания законов Магаданской области, либо отклоняет законы, принятые Магаданской областной Думой;
- представляет в Магаданскую областную Думу ежегодные отчеты о результатах деятельности Правительства Магаданской области одновременно с годовым отчетом об исполнении областного бюджета, в том числе по вопросам, поставленным Магаданской областной Думой;
- распускает Магаданскую областную Думу в случаях и порядке, предусмотренных федеральным законом и Уставом Магаданской области;
- вправе требовать созыва внеочередного заседания Магаданской областной Думы, а также созывать вновь избранную Магаданскую областную Думу на первое заседание ранее срока, установленного Уставом Магаданской области;
- назначает половину членов Избирательной комиссии Магаданской области с правом решающего голоса, принимает решение о досрочном прекращении полномочий члена Избирательной комиссии Магаданской области с правом решающего голоса, им назначенного;
- определяет порядок подготовки органами исполнительной власти Магаданской области до его внесения в федеральные органы государственной власти проекта договора о разграничении полномочий, представляет его в Магаданскую областную Думу для одобрения, подписывает договор о разграничении полномочий и соглашения;
- устанавливает в соответствии с федеральным законодательством, Уставом Магаданской области, настоящим Законом, иными законами Магаданской области порядок деятельности Правительства Магаданской области (Регламент Правительства Магаданской области);
- организует работу Правительства Магаданской области и председательствует на его заседаниях;
- подписывает правовые акты Правительства Магаданской области;
- организует контроль за исполнением постановлений и распоряжений Правительства Магаданской области;
- определяет основные направления внутренней политики и развития международных и внешнеэкономических связей Магаданской области;
- образует координационные совещания по обеспечению правопорядка в Магаданской области;
- согласовывает назначение и освобождение от должности руководителей областных государственных предприятий, учреждений и организаций, а также представителей Магаданской области для управления долями, паями и акциями областной собственности в соответствии с законодательством;
- утверждает положение о Совете территорий Магаданской области и его состав;
- в порядке и случаях, предусмотренных федеральным законом, отрешает от должности главу муниципального образования, главу администрации муниципального образования, выходит с инициативой об удалении главы муниципального образования в отставку, дает согласие на удаление главы муниципального образования в отставку либо выражает свое мнение по инициативе депутатов представительного органа местного самоуправления об удалении главы муниципального образования в отставку;
- взаимодействует с негосударственными некоммерческими организациями, общественными объединениями;
- осуществляет иные полномочия, установленные федеральными законами, иными нормативными правовыми актами Российской Федерации, Уставом Магаданской области, настоящим Законом, иными законами Магаданской области.

## Список губернаторов
| № | Глава администрации                     | Глава администрации | Способ получения должности                                                                               | Срок полномочий                  | Партийность  | Примечание                              |
| - | --------------------------------------- | ------------------- | --- | -------------------------------- | ------------ | --------------------------------------- |
| 1 | Виктор Григорьевич Михайлов (1936—2023) |                     | стал главой администрации, как председатель Магаданского областного исполнительного комитета (1990—1991) | 24 октября 1991 — 15 ноября 1996 | беспартийный | Глава администрации Магаданской области |

| № | Губернатор                              | Губернатор | Способ получения должности | Срок полномочий                                                           | Партийность     | Примечание                                        |
| - | --------------------------------------- | ---------- | --- | ------------------------------------------------------------------------- | --------------- | ------------------------------------------------- |
| 1 | Валентин Иванович Цветков (1948—2002)   |            | выборы 3 ноября 1996 (45,96 %), выборы 5 ноября 2000 (62,76 %) | 15 ноября 1996 — 18 октября 2002                                          | беспартийный    | был убит в должности                              |
| 2 | Николай Николаевич Дудов (род. 1952)    |            | исполнение обязанностей губернатора в связи с гибелью Валентина Цветкова, выборы 2 и 16 февраля 2003 (первый тур — 26,04 %, второй тур — 50,44 %), 4 февраля 2008 наделён полномочиями Магаданской областной Думой по представлению президента Российской Федерации Владимира Путина | 28 февраля 2003 — 3 февраля 2013 (врио 18 октября 2002 — 28 февраля 2003) | «Единая Россия» |                                                   |
| 3 | Владимир Петрович Печёный (род. 1949)   |            | назначение президентом РФ Владимиром Путиным 3 февраля 2013, выборы 8 сентября 2013 (73,11 %) | 18 сентября 2013 — 28 мая 2018 (врио 3 февраля — 18 сентября 2013)        | «Единая Россия» | досрочно подал в отставку по собственному желанию |
| 4 | Сергей Константинович Носов (род. 1961) |            | назначение президентом РФ Владимиром Путиным 28 мая 2018 года, выборы 9 сентября 2018 (81,59 %), выборы 8–10 сентября 2023 (72,38 %) | 13 сентября 2018 — н. в. (врио 28 мая — 13 сентября 2018)                 | «Единая Россия» |                                                   |